# دستان (گروه موسیقی)
گروه دستان، گروه موسیقی سنتی ایرانی است که در سال ۱۳۷۰ شروع به فعالیت کرده‌است.
اعضای فعلی این گروه عبارت‌اند از:
- حمید متبسم، نوازندهٔ تار و سه‌تار
- حسین بهروزی‌نیا، نوازندهٔ بربط
- سعید فرج‌پوری، نوازندهٔ کمانچه
- پژمان حدادی، نوازندهٔ تنبک و سازهای کوبه‌ای
- بهنام سامانی، نوازندهٔ سازهای کوبه‌ای

از اعضای پیشین این گروه می‌توان به شهرام ناظری،همایون شجریان،سالار عقیلی، محمدعلی کیانی‌نژاد، مرتضی اعیان، کیهان کلهر، بیژن کامکار، پشنگ کامکار و اردشیر کامکار اشاره کرد.

## ویژگی‌ها
این گروه در ابتدا با نوازندگان بیشتری فعالیت می‌کرد، سپس به ترکیب کوچک‌تر فعلی شامل سه نوازنده سازهای ملودیک و دو نوازندهٔ سازهای کوبه‌ای رسید. گروه دستان از موفق‌ترین گروه‌های موسیقی ایرانی در دو دههٔ اخیر است. بها دادن به گروه‌نوازی و تنظیم‌های سازیِ خوب و همچنین حفظ جایگاه هریک از سازها در آثار گروه دستان، از ویژگی‌های بارز این گروه است؛ اهمیت این موضوع به این دلیل است که در موسیقی سنتی ایرانی توجه بیشتری به آواز نسبت به ساز وجود داشته و موسیقیِ سازی رشد کم‌تری نسبت به آواز داشته‌است.

## کنسرت‌ها
این گروه کنسرت‌های متعددی در ایران و بسیاری از کشورهای دیگر برگزار کرده و نقش مؤثری در معرفی موسیقی ایرانی به کشورهای دیگر داشته‌است. برخی از این کنسرت‌های برگزارشده در مراکز فرهنگی و جشنواره‌های بزرگ جهانی عبارت‌اند از: بخش فارسی رادیو آلمان DW، رادیو غرب آلمان WDR، رادیو برلین SFB، رادیو فرانکفورت HR2، خانهٔ فرهنگ‌های جهان در برلین، فستیوال فاز مراکش، فیلارمونی کلن، فیلارمونی اورنج کانتی، تئاتر شهر پاریس و بسیاری از جشنواره‌های به‌نام اروپا و آمریکا.

## آثار
- یک دریچه، گروه دستان و مهدیه محمدخانی، ۲۰۱۵
- ای جان جان بی من مرو، گروه دستان و همایون شجریان، ۲۰۱۲
- نغمه‌ای زیر خاکستر، آلبوم ساختهٔ حسین بهروزی‌نیا، ۲۰۱۰
- به نام گل سرخ، گروه دستان و سالار عقیلی، ۲۰۰۹
- قیژک کولی، گروه دستان و همایون شجریان، ۲۰۰۸
- خورشید آرزو، گروه دستان و همایون شجریان، ۲۰۰۸
- دریای بی‌پایان، گروه دستان و سالار عقیلی، ۲۰۰۷
- ساز دستان، قطعاتِ سازیِ آلبوم‌های حنایی، شوریده و گل بهشت، ۲۰۰۶
- لولیان، گروه دستان و شهرام ناظری، ۲۰۰۵
- ماه عروس، گروه دستان و صدیق تعریف، ۲۰۰۵
- گل بهشت، گروه دستان و پریسا، ۲۰۰۴
- شوریده، گروه دستان و پریسا، ۲۰۰۲، برندهٔ عنوان «شوک موسیقی» از سوی مجلهٔ لوموند و برندهٔ جایزهٔ بهترین موسیقی سال ۲۰۰۳ از وزارت فرهنگ فرانسه
- حنایی، گروه دستان و سیما بینا، ۲۰۰۰
- سه‌نوازی دستان آلبومِ سازی، هم‌نوازی حمید متبسم، حسین بهروزی‌نیا و پژمان حدادی
- سفر به دیگر سو، گروه دستان و شهرام ناظری
- ساز نو آواز نو، گروه دستان و شهرام ناظری
- سرو سیمین، گروه دستان و علیرضا افتخاری
- بوی نوروز، گروه دستان و ایرج بسطامی، زمستان ۱۳۷۱
- کنسرت ایرج بسطامی و گروه دستان، گروه دستان و ایرج بسطامی، اجرا در زمستان ۱۳۷۱